# Бородич, Денис
Денис Боро́дич (эст. Deniss Boroditš, род. 1 ноября 1979 в Таллинне, Эстония) — эстонский политик и общественный деятель, депутат Рийгикогу XII и XIII созывов. Был одним из 12 русскоязычных депутатов в Парламенте Эстонии.

## Образование
В 1997 году Денис Бородич закончил 14 среднюю школу в Таллинне (гимназия Раннику), а в 2001 году окончил юридический факультет Международного университета Concordia в Эстонии.

## Карьера и политическая деятельность
- С 2018 глава муниципального предприятия Таллиннский городской транспорт (Tallinna linnatranspordi AS)
- С 2017 депутат Таллиннского городского собрания
- 2014 - 2018 депутат Рийгикогу XIII созыва
- 2011—2015 депутат парламента XII созыва
- 2007—2011 вице-мэр Таллинна по вопросам коммунального хозяйства
- 2005—2007 член Таллиннского городского совета
- 2005—2007 советник в компании OÜ Hexanor
- 2005 директор по развитию АО Parvati
- 2003—2004 юридический советник управы части города Кристийне
- 2000—2002 предприниматель (юрист)

## Участие в советах различных организаций
- 2015—2016 член совета Центра управления государственными лесами (RMK)
- 2012—2016 член совета Фонда интеграции
- 2007—2011 член совета АО Tallinna Jäätmete Taaskasutuskeskus
- 2007—2011 член совета АО Tallinna Vesi

## Политическая деятельность
В 2007—2011 годы Денис Бородич был вице-мэром Таллинна, он отвечал за коммунальное хозяйство и окружающую среду. В 2011 году он ушел с поста вице-мэра, став депутатом Рийгикогу XII созыва.
В 2005 году участвовал в местных выборах в районе Пыхъя-Таллинн, в результате чего получил 168 голосов и прошел в Городской совет Таллинна. В 2009 году Денис Бородич, участвовавший в выборах от Центристской партии, занял третье место по количеству набранных голосов: за него проголосовали 6640 человек. Больше него набрали бывший председатель и основатель партии Эдгар Сависаар и нынешний ее председатель Юри Ратас.
На парламентских выборах 2011 года, Денис Бородич был избран в парламент XII созыва в качестве кандидата от Центристской партии. На следующих парламентских выборах в 2015 году Бородич баллотировался уже в списке Партии реформ, в регионе Ида-Вирумаа. Получив 769 голосов, он был избран на основании окружного мандата.
С декабря 2013 года по август 2018 года Денис Бородич являлся членом Партии реформ. С 2004 по 2012 год он был членом Центристской партии.

## Выход из Центристской партии
После прошедшего в 2011 году конгресса Центристской партии, на котором Юри Ратас безуспешно попытался возглавить партию вместо Эдгара Сависаара, восемь сторонников Ратаса, включая Дениса Бородича, сообщили о своем решении выйти из рядов партии. По словам Бородича, в партии сложилась такая ситуация, что благодаря своей политической изоляции, нежеланию искать партнеров (а без партнеров невозможно заниматься политикой, так как математическое большинство необходимо для принятия решений), Центристская партия не может реализовать те идеи, на которые отреагировали избиратели, отдав ей свой голос. Поскольку Денис Бородич на выборах в Рийгикогу 2011 года получил личный мандат, это позволило ему остаться депутатом парламента и после выхода из Центристской партии. Спустя год Денис Бородич объявил о своем вступлении в Партию реформ, являющуюся основным конкурентом Центристской партии и одной из крупнейших политических сил в Эстонии.

## Деятельность в Рийгикогу
В январе 2014 года Денис Бородич стал руководителем регионального отделения Партии реформ в Ида-Вирумаа. В качестве члена Рийгикогу, основными темами он выбрал борьбу с безработицей и развитие предпринимательской среды. Также он выражает поддержку развитию сланцевой промышленности. В составе XII созыва Рийгикогу он участвовал в работе конституционной и экономической комиссий. В составе XIII созыва Рийгикогу Денис Бородич входил в состав комиссии по окружающей среде, также он является членом экономической комиссии.
Будучи членом парламента обоих созывов, Денис Бородич выражал поддержку развития сектора логистики и транзита Эстонии и добрососедских отношений Эстонии и России.

## Деятельность на посту вице-мэра Таллинна
Денис Бородич занимал пост вице-мэра Таллинна с 2007 по 2011 год, в его сферу ответственности входили коммунальное хозяйство и окружающая среда. Первым днем его работы стал 28 апреля 2007 года — день, последовавший за «Бронзовыми ночами», поэтому времени на знакомство с новой должностью не было — первым делом нужно было организовать очистку и приведение в порядок улиц города, переживших ночные беспорядки.
В должности вице-мэра Таллинна Денис Бородич в течение пяти лет организовал и завершил различные коммунальные и экологические проекты для города. В их числе:
- Завершение программы замены городской канализации Таллинна (2008—2011, инвестиция составила около 80 миллионов евро), в результате этой программы все домохозяйства Таллинна (всего около 3800) получили возможность подключиться к канализации при поддержке города.
- Подготовка строительства самого загруженного транспортного узла Таллинна — дорожной развязки «Юлемисте», проект включал в себя проектирование, приобретение земель и начало строительства[12].
- Реконструкция Площади свободы в Таллинне[13].
- Реконструкция парка «Каламая»[14].
- Начало реконструкции парка Паэ в районе Ласнамяэ в сотрудничестве с частным сектором[15].
- Строительство велосипедной дорожки вдоль моря, соединяющей Пыхъя-Таллинн и Хааберсти[16].
- Организация Фестиваля цветов в Таллинне[17].
- Организация проекта для квартирных товариществ Таллинна «Фасады — в порядок»[18].

## Личная информация
Родным языком Дениса Бородича является русский язык, он также владеет эстонским и английским языком. Эстонский он выучил в детском саду с эстонским языком обучения. Денис Бородич женат, у него сын и дочь. Увлекается футболом, к которому пристрастил и своего сына.